# Museo nazionale dell'italiano
Il Museo nazionale dell'italiano (abbreviato in MUNDI) è un museo situato presso l'ex monastero della Santissima Concezione all'interno del complesso di Santa Maria Novella a Firenze.

## Storia
Il progetto di un museo dedicato alla lingua italiana è stato presentato nel dicembre 2020, finanziato dal Ministero della cultura e promosso da Accademia della Crusca, Accademia dei Lincei, Istituto della Enciclopedia Italiana, ASLI e Società Dante Alighieri.
È stato inaugurato il 6 luglio 2022 dal ministro della cultura Dario Franceschini assieme al sindaco di Firenze Dario Nardella, aprendo le porte alle prime due sale già completate. Per la creazione dei contenuti era stato istituito un comitato scientifico coordinato dal linguista Luca Serianni, deceduto in un incidente 15 giorni dopo l'apertura del museo.
Dopo la mostra introduttiva, il museo è stato nuovamente chiuso per permettere l'allestimento e l'apertura definitivi, previsti per il 2025.

## Struttura espositiva
L'esposizione al suo completamento si svilupperà su un totale di 2000 mq.
Il percorso prevede lo sviluppo di temi quali:
- l'italiano e il suo rapporto con la lingua latina;
- le prime testimonianze di passaggio dal latino al volgare;
- il rapporto tra l'italiano di oggi e le minoranze linguistiche;
- la diffusione dell'italiano nel mondo tramite l'emigrazione.

Nel 2022, come detto, si è inaugurata una mostra introduttiva da considerarsi come l'anteprima delle prime due sale del museo che si prevede apra entro il 2025.
La prima sala è caratterizzata da:
- una linea del tempo frontale all'ingresso in cui sono riportati i momenti significativi della storia della lingua italiana e gli eventi storici e artistici di maggiore rilevanza;
- quattro postazioni audiovisive in cui si approfondisce la storia linguistica italiana grazie alle interpretazioni degli attori Stefano Accorsi, Glauco Mauri, Elena Sofia Ricci, Roberto Sturno;
- un fregio continuo con inciso "SÌ" in oro collocato sopra la porta che collega questa sala a quella successiva. La locuzione "sì" rappresenta per Dante Alighieri la sintesi della sonorità dei caratteri della lingua italiana;
- una installazione artistica e musicale, Mundi, prodotta da Tempo Reale;
- opere in esposizione come un graffito pompeiano, un manoscritto di Giovanni Boccaccio della Commedia, il manoscritto degli Accademici della Crusca per la stampa della prima edizione del Vocabolario degli Accademici della Crusca del 1612, la sceneggiatura di Mamma Roma di Pier Paolo Pasolini.

La seconda sala da:
- una scala a spirale progettata da Giuseppe Martelli nella prima metà del XIX secolo;
- il Placito di Capua del 960: la prima testimonianza di un volgare italiano;
- due postazioni interattive di stampo ludico sui vocaboli italiani.